# Sippergrimmia
Sippergrimmia (Grimmia reflexidens) är en bladmossart som beskrevs av C. Müller 1849. Sippergrimmia ingår i släktet grimmior, och familjen Grimmiaceae. Arten är reproducerande i Sverige. Inga underarter finns listade i Catalogue of Life.